# Thraulodes lunatus
Thraulodes lunatus is een haft uit de familie van de Leptophlebiidae. De wetenschappelijke naam van de soort is voor het eerst geldig gepubliceerd in 1967 door Traver & Edmunds.
De soort komt voor in het Neotropisch gebied.